# Ian Stewart (musicien)
Pour les articles homonymes, voir Ian Stewart et Stewart.
Ian Andrew Robert Stewart est un pianiste écossais de rock né le 18 juillet 1938, à Pittenweem dans le comté de Fife et mort le 12 décembre 1985 à Londres.
Pianiste et cofondateur, avec Keith Richards, Mick Jagger et Brian Jones en 1962 du groupe britannique The Rolling Stones, il en est écarté dès mai 1963 par leur premier imprésario Andrew Loog Oldham, pour des raisons  « d'image de marque ». Il est néanmoins resté omniprésent dans l'ombre, comme chauffeur, roadie et pianiste à de multiples occasions, jusqu'à son décès. Keith Richards affirme qu'il fut véritablement grâce à son charisme « le ciment » du groupe. Il est de ce fait souvent appelé le « Sixième Stone », comme le montre son intronisation posthume au The Rock and Roll Hall of Fame en 1989 avec le reste du groupe.

## Biographie
Ian Stewart, « Stu » pour ses intimes, jouait du piano dans la formation originale des Rolling Stones, avant même que Bill Wyman et Charlie Watts n'en soient membres. Écarté par Andrew Loog Oldham, leur manager, qui pensait que l'image de Stewart ne convenait pas à celle du groupe, il quitta officiellement le groupe en 1963, mais continua sa collaboration jusqu’à sa mort en tant que road manager et pianiste occasionnel. Alors que les autres membres du groupe, principalement Mick Jagger et Brian Jones, étaient connus pour leurs tenues vestimentaires excentriques, Stewart garda pendant plus de trente ans le même style de jeans et son inamovible coiffure. 

### Le pianiste
Stewart a joué des claviers sur la plupart des albums des Stones des années 1960 à 1980, même si son travail était complété par d'autres claviéristes de studio comme Nicky Hopkins, Billy Preston, Jack Nitzsche et Ian McLagan des Faces. Le nombre de pianistes plus ou moins permanents progressant avec la notoriété des Stones, Stewart est devenu plus sélectif quant aux chansons sur lesquelles il jouait, préférant le blues et la country en mode majeur. On trouve quelques-uns des exemples les plus significatifs du travail de Stewart au piano pendant la période 1968–1972 sur les titres  Hip Shake, Stop Breaking Down, Let It Bleed, Brown Sugar, Dead Flowers, Sweet Virginia, Honky Tonk Women, et les reprises de Chuck Berry Carol et Little Queenie sur l'album live Get Yer Ya-Ya's Out!.
Le plus gros clash de Stu dans l'histoire des Stones eut lieu en 1969 aux studios Muscle Shoals, en Alabama, pendant un court break avant le désastre d'Altamont, quand le groupe enregistrait la ballade Wild Horses. En effet, il se refusait à jouer sur des morceaux en mineur. Cette intégrité musicale était très respectée par les membres du groupe. Il suffit de citer Mick Jagger peu après la mort de Stewart : « Il va me manquer beaucoup. Il aidait réellement le groupe à faire sonner Honky Tonk Women et toutes ces autres chansons. Stu était celui à qui on essayait de plaire. Nous voulions son approbation quand nous écrivions ou répétions une chanson. Nous voulions que cela lui plaise. »[réf. nécessaire]
Stewart désapprouvait le comportement autodestructeur de Brian Jones, qui eut pour conséquence le remplacement de ce dernier par Mick Taylor, un jeune guitariste qui jouait avec John Mayall dans le circuit blues/jazz que Stewart fréquentait. Stewart et Jones ont été les leaders de la première incarnation des Stones, mettant à profit pour le groupe leur différence de style, boogie-woogie et R&B des années 1940 pour le premier, blues électrique des années 1950 pour le second. Ce n'est qu'à l'arrivée de Jagger et Richards, avec leur apport de soul et de rock 'n' roll, qu'un compromis fut trouvé.
Lorsque Keith Richards et la plupart de l'entourage du groupe devinrent dépendants aux drogues au début des années 1970, Stewart se retira de la direction musicale, se spécialisant sur la logistique et transportant les Stones et leur équipement dans son Volkswagen Combi rose, par exemple de Lowestoft à Aberystwyth en un seul jour, toujours disponible pour réparer le matériel, changer les cordes des guitares ou installer le kit de batterie de Charlie Watts comme celui-ci l'aurait monté lui-même. « Je ne me suis jamais fâché contre lui », dit Watts[réf. nécessaire].
Malgré plusieurs propositions, il refusa de réintégrer officiellement le groupe en accord avec Jagger et Richards. « Il considérait tout ça avec un peu de dédain, dit Mick Taylor. Je pense aussi que c'est parce qu'il a vu ce qui est arrivé à Brian. Je le dis en voyant sa tête quand les choses ont commencé à devenir un peu folles, pendant l'enregistrement de Exile on Main Street. Je pense qu'il trouvait ça dur. Nous tous aussi. »[réf. nécessaire] En effet, Stewart joue seulement sur trois titres de l'album Exile on Main Street : Shake Your Hips, Stop Breaking Down et Sweet Virginia (même si Good Time Woman a été ébauchée par Stewart, puis enregistrée sous le titre Tumbling Dice avec Nicky Hopkins au piano).
En 1971, il enregistra deux chansons avec Led Zeppelin. Rock and Roll tirée de l'album Led Zeppelin IV (1971) et Boogie with Stu du double Physical Graffiti (1975). Cette dernière a été enregistrée en 1971 mais publiée en 1975.
Dans la vidéo 25x5 créée pour le 25e anniversaire des Stones, Mick Jagger exprime sa gratitude à deux membres historiques du groupe : « Ian Stewart qui nous a appris à ne jamais nous écarter de la ligne pure du blues, et Brian Jones qui nous a appris à beaucoup nous en éloigner, parfois avec de merveilleux résultats ».
Souffrant de problèmes respiratoires, il se décide à consulter dans une clinique londonienne. Dans la salle d'attente, il est foudroyé par une attaque cardiaque et meurt à 47 ans le 12 décembre 1985,.

## Discographie
- The Rolling Stones: orgue sur "You Can Make It If You Try" (1964), "2120 South Michigan Avenue" (1964), "Empty Heart" (1964), "Time Is On My Side" (1964), et "Stupid Girl" (1966); piano sur "Stoned" (1963), "Around and Around" (1964), "Confessin' the Blues" (1964), "Down the Road Apiece" (1965), "That's How Strong My Love Is" (1965), "Flight 505" (1966), "My Obsession" (1967), "Honky Tonk Women" (1969), "Let It Bleed" (1969), "Little Queenie" (live) (1970), "Brown Sugar" (1971), "Dead Flowers" (1971), "Sweet Virginia" (1972), "Silver Train" (1973), "Star Star" (1973), "It's Only Rock 'n Roll (But I Like It)" (1974), "Short and Curlies" (1974), "Summer Romance" (1980), "Black Limousine" (1981), et "Twenty Flight Rock" (live) (1982); percussion sur "Hot Stuff" (1976)
- Led Zeppelin: piano sur "Rock and Roll" et "Boogie With Stu" (1971).
- The Yardbirds: piano sur "Drinking Muddy Water" (1967).